# Elaphoglossum tenax
Elaphoglossum tenax är en träjonväxtart som beskrevs av Eduard Rosenstock. Elaphoglossum tenax ingår i släktet Elaphoglossum och familjen Dryopteridaceae. Inga underarter finns listade.